# Dollberg u. Eisener Wald
Dollberg u. Eisener Wald este o arie protejată (arie specială de conservare — SAC, sit de importanță comunitară — SCI, arie de protecție specială avifaunistică — SPA) din Germania întinsă pe o suprafață de 928 ha, integral pe uscat.

## Localizare
Centrul sitului Dollberg u. Eisener Wald este situat la coordonatele 49°37′23″N 7°01′09″E / 49.6231°N 7.0192°E.

## Înființare
Situl Dollberg u. Eisener Wald a fost declarat sit de importanță comunitară în octombrie 2000 pentru a proteja 11 specii de animale. Alte tipuri de protecție:
- arie de protecție specială avifaunistică (în februarie 2006)[3]
- arie specială de conservare (în ianuarie 2016)[2][4][5]

## Biodiversitate
Situată în ecoregiunea continentală, aria protejată conține 11 habitate naturale: Pajiști uscate europene, Formațiuni ierboase bogate în specii de Nardus, dezvoltate pe substraturi silicioase în zone montane (și în zone submontane, în Europa continentală), Pajiști cu Molinia pe soluri calcaroase, turboase sau argilos-nămoloase (Molinion caeruleae), Fânețe de joasă altitudine (Alopecurus pratensis, Sanguisorba officinalis), Grohotișuri silicioase medio-europene, la altitudine înaltă, Pante stâncoase silicioase cu vegetație casmofită, Păduri de fag Luzulo-Fagetum, Păduri de stejar sau de stejar și carpen sub-atlantice și medio-europene de Carpinion betuli, Păduri pe pante, grohotișuri și ravene de Tilio-Acerion, Mlaștini împădurite, Păduri aluvionare cu Alnus glutinosa și Fraxinus excelsior (Alno-Padion, Alnion incanae, Salicion albae).
La baza desemnării sitului se află mai multe specii protejate:
- păsări (9): uliu porumbar (Accipiter gentilis gentilis), minunița (Aegolius funereus), cuc (Cuculus canorus), ciocănitoarea de stejar (Dendrocopos medius), ciocănitoare neagră (Dryocopus martius), alunar (Nucifraga caryocatactes), pitulice sfârâitoare (Phylloscopus sibilatrix), ciocănitoare verzuie (Picus canus), turturică (Streptopelia turtur)
- mamifere (1): liliac comun (Myotis myotis)
- pești (1): cicar (Lampetra planeri)

Pe lângă speciile protejate, pe teritoriul sitului au mai fost identificate 5 specii de plante, 1 specie de păsări, 2 specii de mamifere, 16 specii de nevertebrate.